# Мартищук Юрій Васильович
Ю́рій Васи́льович Мартищу́к (нар. 22 квітня 1986, Коломия, Івано-Франківська область) — український футболіст. Відомий виступами за івано-франківський «Спартак» та львівські «Карпати». Срібний призер першої ліги чемпіонату України.

## Життєпис

### Клубна кар'єра

#### Ранні роки
Юрій Васильович Мартищук народився 22 квітня 1986 року у місті Коломия, що на Івано-Франківщині. Починав грати у калуському «Прикарпаття» та івано-франківському «Спартаку». За час виступів у цих командах Юрієм цікавилися такі клуби, як донецький «Шахтар» та московське «Динамо». У січні 2005 року воротар поїхав на перегляд до російського клубу «Шинник» з Ярославля. Прегляд футболіста відбувся на зборах клубу у турецькому місті Анталія. Серед претендентів на місце воротаря «Шинника», окрім Юрія, були також: Сергій Парейко, Платон Захарчук та Євген Сафонов. Однак, головний тренер ярославської команди, Олег Долматов, вирішив не брати Мартищука до клубу.

#### «Карпати»
Улітку 2005 року «Спартак» змушений був продати воротаря, який тоді вже виступав за юніорську збірну України, до львівських «Карпат» через фінансові труднощі. Разом із Юрієм до «левів» перейшов і Ігор Худоб'як.. Влітку 2008 року рішенням керівництва клубу воротар був переведений з основного складу «зелено-білих» у дубль. Незадоволений своїм становищем у клубі воротар узимку сезону 2008–2009 років був на перегляді у клубі другої німецької другої Бундесліги «Дуйсбург», але, урешті-решт, не перейшов туди. Напередодні сезону 2009–2010 років Мартищук був знову включений до основного складу «Карпат», проте за цілий сезон провів лише один матч у чемпіонаті України.

#### «Зоря»
У червні 2010 року Юрій підписав чотирьохрічну угоду із луганською «Зорею», проте виграти конкуренцію у досвідченого Ігоря Шуховцева воротар не зумів і виходив на поле досить рідко. А у сезоні 2011–2012 років Мартищук взагалі не провів жодного матчу за головну команду. Тому 10 серпня 2012 року за взаємною згодою контракт був розірваний.

#### «Чорноморець»
13 серпня 2012 року 26-річний футболіст підписав трирічний контракт з одеським «Чорноморцем». Але пробитися в основний склад так і не вдалося, Юрій грав тільки за молодіжну команду, програвши конкуренцію Дмитру Безотосному та Євгену Пасту. 5 серпня 2013 року стало відомо, що Юрій на правах оренди перейшов до білоруського клубу «Гомель». Контракт розрахований до 31 грудня 2013 року. Однак, футболіст до Білорусі так і не поїхав.
В основному складі одеситів вперше з'явився лише 29 жовтня 2014 року, коли в матчі-відповіді 1/8 фіналу кубка України 2014/15 проти дніпродзержинської «Сталі», Юрій вийшов на заміну перед серією післяматчевих пенальті. Дебют воротаря виявився вдалим — він відбив перший же одинадцятиметровий удар гостьової команди, і в підсумку допоміг «Чорноморцю» виграти серію пенальті (4:2), а з нею і пробитися в 1/4 фіналу Кубка.
У квітні 2016 року став гравцем першолігового криворізького «Гірника».

### Збірна
Виступав за юнацькі збірні України (U-18), (U-19) та збірну України (U-20), у складі яких провів 13 матчів, в яких пропустив 17 м'ячів. Учасник молодіжного чемпіонату світу 2005 року.
Також грав за молодіжну збірну України, в складі якої зіграв 5 матчів і пропустив 2 голи. Дебютував 6 жовтня 2006 року в матчі проти однолітків з Білорусі (3:0).

## Статистика виступів

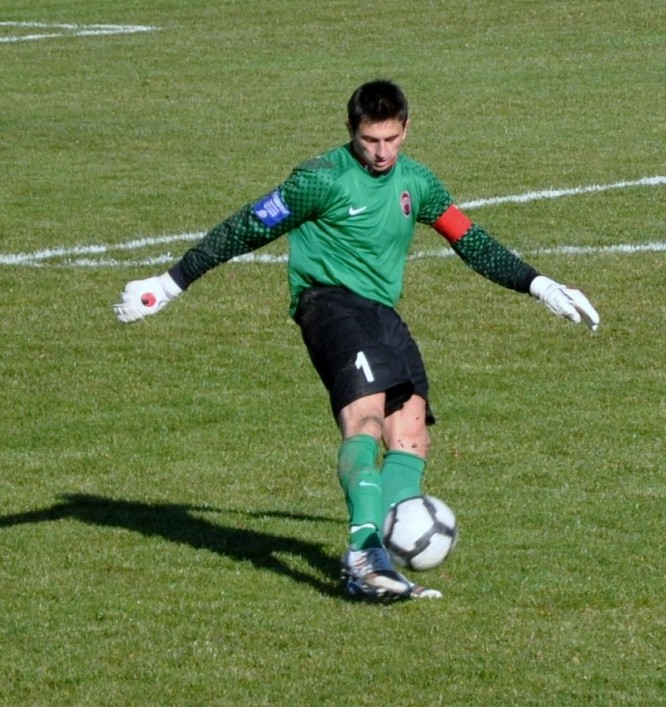
Юрій Мартищук під час виступів у складі луганської «Зорі»

| Клуб | Ліга              | Сезон             | Чемпіонат | Чемпіонат | Кубок | Кубок | Інші змагання | Інші змагання | Інші змагання | Всього | Всього |
| Клуб | Ліга              | Сезон             | Ігор      | ПМ        | Ігор  | ПМ    | Назва         | Ігор          | ПМ            | Ігор   | ПМ     |
| --- | ----------------- | ----------------- | --------- | --------- | ----- | ----- | ------------- | ------------- | ------------- | ------ | ------ |
| «Чорноморець» О | ПЛ                | 13-14             | 0         | 0         | 0     | 0     | ПД            | 10            | -13           | 10     | -13    |
| «Чорноморець» О | ПЛ                | 12-13             | 0         | 0         | 0     | 0     | ПД            | 21            | -35           | 21     | -35    |
| «Чорноморець» О | Всього            | Всього            | 0         | 0         | 0     | 0     |               | 31            | −48           | 31     | −48    |
| «Зоря» Л | ПЛ                | 11-12             | 0         | 0         | 1     | 0     | МП            | 6             | -9            | 6      | -9     |
| «Зоря» Л | ПЛ                | 10-11             | 8         | -15       | 1     | 0     | ПД            | 7             | -6            | 16     | -21    |
| «Зоря» Л | Всього            | Всього            | 8         | −15       | 2     | 0     |               | 13            | −15           | 23     | −30    |
| «Карпати-2» | 2Л                | 08-09             | 14        | -16       | -     | -     | -             | -             | -             | 14     | -16    |
| «Карпати-2» | Всього            | Всього            | 14        | −16       | 0     | 0     |               | 0             | 0             | 14     | −16    |
| «Карпати» Л | ПЛ                | 09-10             | 1         | -1        | 0     | 0     | ПД            | 13            | -6            | 14     | -7     |
| «Карпати» Л | ВЛ                | 07-08             | 20        | -21       | 0     | 0     | ПД            | 1             | 0             | 21     | -21    |
| «Карпати» Л | ВЛ                | 06-07             | 1         | -1        | 0     | 0     | ПД            | 20            | -25           | 21     | -26    |
| «Карпати» Л | 1Л                | 05-06             | 10        | -4        | 0     | 0     | -             | -             | -             | 10     | -4     |
| «Карпати» Л | Всього            | Всього            | 32        | −27       | 0     | 0     |               | 34            | −31           | 66     | −58    |
| «Спартак-2» К | 2Л                | 03-04             | 1         | 0         | 0     | 0     | -             | -             | -             | 1      | 0      |
| «Спартак-2» К | Всього            | Всього            | 1         | 0         | 0     | 0     |               | 0             | 0             | 1      | 0      |
| «Спартак» І-Ф | 1Л                | 04-05             | 18        | -20       | 0     | 0     | -             | -             | -             | 18     | -20    |
| «Спартак» І-Ф | 1Л                | 03-04             | 26        | -19       | 1     | -1    | -             | -             | -             | 27     | -20    |
| «Спартак» І-Ф | Всього            | Всього            | 44        | −39       | 1     | −1    |               | 0             | 0             | 45     | −40    |
| Всього за кар'єру | Всього за кар'єру | Всього за кар'єру | 99        | −97       | 3     | −1    |               | 78            | −94           | 180    | −192   |
| 2Л — друга ліга; 1Л — перша ліга; ВЛ— вища ліга; ПД — першість дублерів; ПЛ — Прем'єр-ліга; МП — молодіжна першість. |                   |                   |           |           |       |       |               |               |               |        |        |
| Останнє оновлення 19 грудня 2013                                                                                     |                   |                   |           |           |       |       |               |               |               |        |        |

## Сім'я
Розлучений. Має сина Крістіана.

## Титули та досягнення
«Карпати» Львів:
- Срібний призер першої ліги чемпіонату України (1): 2005–2006.